# Romantica (brano musicale)
Romantica è una brano musicale  del 1960 composta da Renato Rascel su testo di Dino Verde.

## Descrizione
Il brano musicale viene lanciato con i singoli Romantica/Dimmelo con un fiore di Renato Rascel e Romantica/Non sei felice di Tony Dallara. La canzone viene presentata da Rascel e Dallara al Festival di Sanremo 1960, vincendolo. Il brano viene inserito anche nell'album di Renato Rascel Romantica e altre 10 canzoni di Renato Rascel.
La versione cantata da Dallara arriva in prima posizione per sei settimane in Italia e nelle Fiandre in Belgio arriva in decima posizione e partecipa anche all'Eurofestival del 1960, e viene eseguita da Rascel dopo undici canzoni, seguita da Bonne nuit ma chérie del tedesco Wyn Hoop e preceduta da Tom Pillibi della francese Jacqueline Boyer. Alla votazione riceve 5 punti, posizionandosi 8º su 13.
Le interpretazioni dei due cantanti sono diverse: quella di Rascel è melodica e molto "sussurrata", in pieno contrasto con quella di Tony Dallara, che era elencato tra i "cantanti urlatori", ma sarà proprio grazie a quest'ultimo che la canzone otterrà la vittoria, anche se non esente da critiche: Rascel viene infatti accusato di plagio da Nicola Festa, veterinario e musicista, autore di un brano intitolato Angiulella a suo dire poi copiato per la canzone sanremese (la causa si concluderà poi a favore di Rascel, che scomodò addirittura Igor Stravinsky come esperto in materia). La critica da parte sua accusò il brano di restaurazione melodica secondo i più desueti canoni festivalieri, ma il successo popolare del brano è innegabile e assai duraturo nel tempo.
In seguito vengono realizzate molte versioni in altre lingue della canzone, tre delle quali nel solo 1960. Una di queste, quella di Dalida, raggiunse le vette della classifica francese per una settimana, e la versione britannica di Jane Morgan. La versione estone del Quartetto Maschile della Radio estone viene intitolata Romantika. Per due stagioni del talk show estone Rahva Oma Kaitse, questa versione viene inserita ai titolo di coda. Tra le varie versioni ne viene addirittura realizzata una in giapponese.

## Cover (parziale)
- La cantante italo-francese Dalida ne canta una versione nel 1960.
- Il cantante italiano Mario Trevi ne canta una versione all'interno del singolo Romantica/Colpevole del 1960.
- Claudio Villa canta la sua versione nel 1960 che è inserita nell'album Romantic moods italiano.